# Grdina
Grdina je razloženo naselje v Občini Majšperk,  na severovzhodu Slovenije. Spada pod Štajersko pokrajino in Podravsko regijo. Nahaja se v Halozah in leži zraven naselja Stoperce. Jedro je na stiku dolin potokov Gabrščica in Skralška.